# Virgen de Guía
La Virgen de Guía es una advocación mariana venerada en el municipio grancanario de Santa María de Guía. Se encuentra en el Camarín del Templo Matriz de Santa María de Guía, el cual preside la Santa imagen, siendo titular del mismo. La Virgen de Guía fue Coronada Canónicamente el 15 de julio de 2012.

## Historia de la imagen de la Virgen de Guía
El relato conocido acerca del origen de la imagen de la Patrona del Municipio norteño no deja de ser curioso, ya que mantiene la misma tradición que los vecinos de Telde objetan sobre tan venerada imagen en la Diócesis de Canarias y fuera de ella, el Santísimo Cristo de Telde o Cristo del Altar Mayor.
Cuenta la leyenda que la primitiva imagen de la Virgen de Guía apareció flotando dentro de un cajón en el litoral costero del norte de la isla de Gran Canaria. Por tan hallazgo milagroso se intentó llevarla a la capital grancanaria, cosa que resultó prácticamente imposible en el que se cuenta que, al llegar el cargamento de la imagen mariana al límite colindante municipal, la carga de las yuntas se hacía cada vez más pesada y a su vez disminuía la carga una vez regresaba al casco de la Villa. Tal acto milagroso se atribuyó al deseo de la imagen por quedarse en la villa.
La primitiva imagen fue sustituida en el siglo XVI, por la que actualmente preside el Templo Mariano. Ésta se veneraba en la antigua ermita de Guía, propiedad de la familia de los Riberoles, los cuales habían traído la imagen desde Génova para su devoción particular. En el siglo XVII, se decidió donarla a la parroquia con motivo de sustituir la primitiva y pequeña talla.

### La familia Rivarol
Los Rivaroles, según datos históricos, ya habían intervenido en la conquista de Lanzarote y Fuerteventura, facilitando dinero a doña Inés Peraza y su marido. Eran hombres de confianza de Cristóbal Colón, que hicieron sus servicios como banqueros al Almirante y que, como todos los judíos, llegaron a la isla después de su conquista. Pronto se convirtieron en dueños de casi la mitad de la isla, hasta el extremo de que los Reyes Católicos tuvieron que prohibir que nadie tuviera terrenos por valor de más de doscientos mil maravedíes.
Los Rivaroles, al igual que todas las familias pudientes que venían a tierras que habían sido paganas, traían consigo una imagen de la Virgen, en esta ocasión bajo la advocación de Nuestra Señora de la Candelaria (la advocación más venerada de las islas y patrona del Archipiélago Canario) y que posteriormente donaron a la parroquia, posiblemente en 1606.

## Historia del Templo Matriz
La historia de Santa María de Guía de Gran Canaria, se remonta al momento en el que el ilustrísimo Don Sancho de Vargas, proclamara la necesidad de la construcción de un templo en la Villa.
La construcción de la primera ermita data del año 1490. De esta manera, Guía surge como un núcleo poblacional. En torno a esta ermita, un núcleo de población se integra, favoreciendo el crecimiento del pueblo.
El actual templo de la Villa de Guía, fue declarado Monumento histórico - artístico Nacional en el año 1981, por su gran riqueza arquitectónica y cultural en el cual colaboraron ilustres célebres canarios como también el insigne esculto guiense José Luján Pérez considerado el mejor escultor de estilo barroco de Canarias y llamado por algunos expertos de arte: el artista del Siglo de las Luces en Canarias. 
El actual Templo de Santa María Guía, posee el rango de Santuario Mariano.

## Descripción de la Imagen

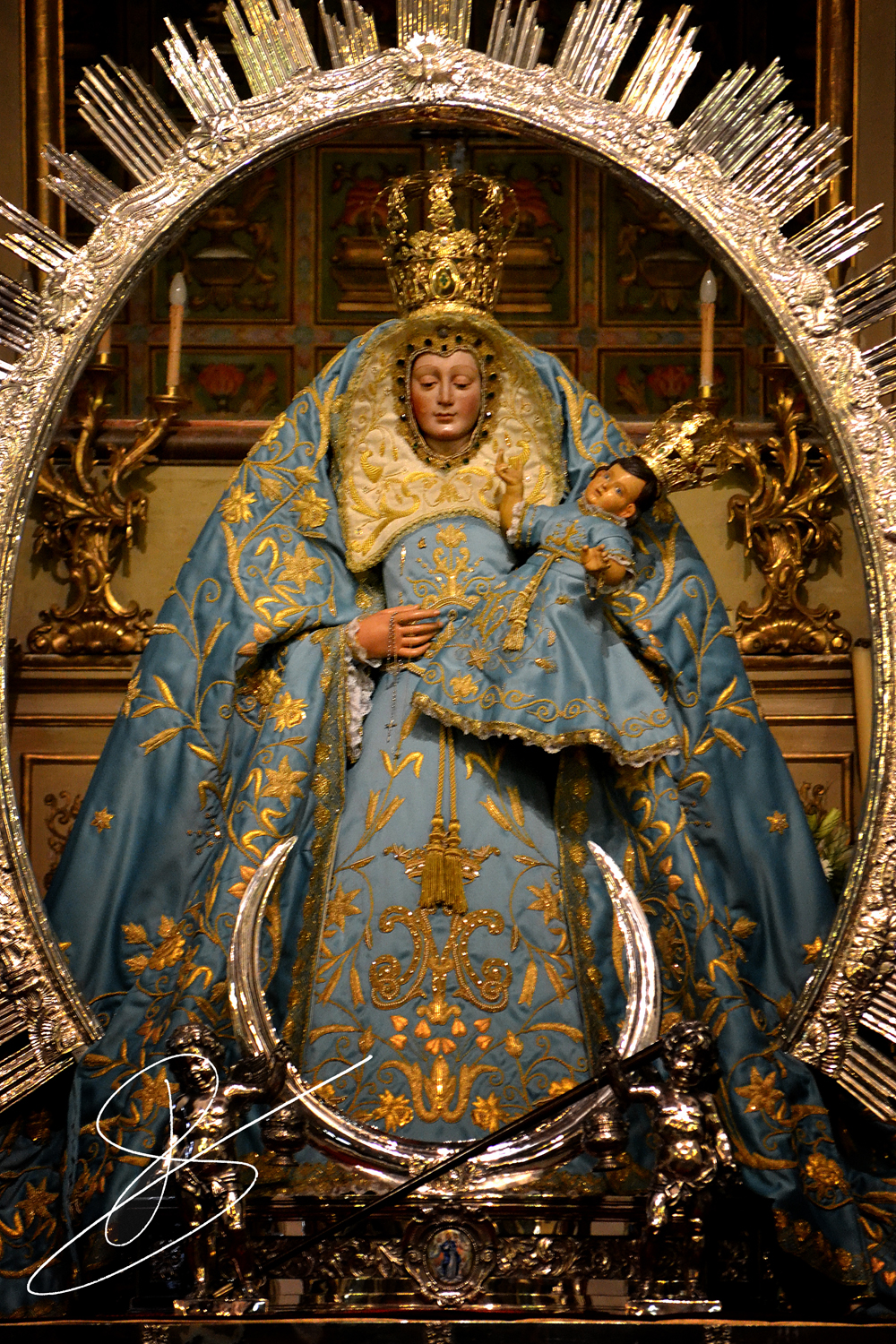
Esta advocación mariana, ha de encontrarse en la casi indiscutible procedencia andaluzo-extremeña del fundador de la Ciudad, Sancho de Vargas.

La actual imagen de la patrona de la Ciudad de Santa María de Guía, tiene al parecer procedencia genovesa, como la familia que la entronizó, recoge las crónicas oficiales de Santa María de Guía, que sitúa su origen a comienzos del siglo XVI.
La Virgen de Guía es de tamaño natural y tiene un rostro en proporción al cuerpo, con unos grandes ojos que miran hacia abajo. Es una imagen de vestir pero no de talla completa ya que tiene un armazón formando el cuerpo y tallados solo la cabeza y las manos.
La actual imagen de la Virgen es de candelero. Durante todo el año se encuentra en el Camarín del templo de Guía bajo el amparo de un trono-baldaquino de plata de 200 kilos, con "El Sol de Ráfagas y la media Luna a sus pies"
El baldaquino de la Virgen de Guía, fue construido en Madrid, encargado en los Talleres de Arte de Félix Granda de la capital española (hoy Talleres de Arte GRANDA). El 14 de junio de 1955, el tan ansiado baldaquino fue trasladado a Barcelona con motivo de trasladarlo a la Ciudad de Cádiz para superar los reglamentos oportunos antes de su llegada al archipiélago canario.
A su vez, la imagen de la Virgen posee tres ricos mantos de vestir bordados en oro y oro blanco, los cuales son usados para sus festividades y resguardo en el camarín.
La razón de la advocación mariana de Santa María de Guía que siempre tuvo la patrona de este lugar, ha de encontrarse en la casi indiscutible procedencia andaluzo-extremeña del fundador de la Ciudad, Sancho de Vargas.

## Camarín de la Virgen de Guía
El Camarín de la Virgen de Guía lo integra una habitación de cuatro por quince metros aproximadamente. En el centro de la misma, mirando hacia la nave central, se encuentra la boca del Camarín, donde en la actualidad está colocada la imagen de la Virgen de Guía.
A ambos lados de la boca, se encuentran dos hornacinas y dos puertas, y en el fondo un ropero clásico. Toda la madera que recubre el Camarín y sus detalles son de tea, caoba y morera.
El estilo del Camarín es barroco-mudéjar y en el resto impera el barroco del siglo XVIII. El techo, policromado, es de lacería, con estilo natamente mudéjar. El barroco está muy presente y principalmente en los penachos y adornos de las hornacinas, que llevan una talla sobre sí. Las puertas de los roperos y de las habitaciones que están a ambos lados de la boca del Camarín son policromadas, de estilo franciscano del siglo XVIII.
El conjunto de la decoración arquitectónica del camarín, está envuelto en una policromía pictórica en la que destacan los motivos vegetales.
Sobre la boca del Camarín se encuentra un gran penacho barroco del siglo XVIII y dos grandes ángeles que sostienen la guirnalda que pone marco a la imagen de la Virgen sobre un fondo de terciopelo rojo.
Los pisos son de piedra dura con tiras de tea incrustada.
El camarín es obra de los guienses Juan Serrano Moreno, tallista, la pintora Juana López y el ebanista Pedro Mendoza.

## Festividades
Al año se realizan dos actos conmemorativos en honor a esta advocación mariana:

### Festividad de la Asunción de la Virgen en Cuerpo y Alma a los Cielos
Se trata de la Fiestra Patronal de la Villa de Guía, festejada el 15 de agosto, en honor a Nuestra Señora de Guía en la cual, se celebra la Solemne Misa presidida por los representantes del clero correspondiente. Una vez concluida la Solemne Celebración religiosa, sigue la procesión de la Sagrada imagen por el casco histórico de Santa María de Guía acompañada por la representación del clero, banda de cornetas y tambores del Ejército Español de Canarias, representantes municipales e insulares y la Banda de Música Municipal.

### Festividad del Dulce Nombre de María

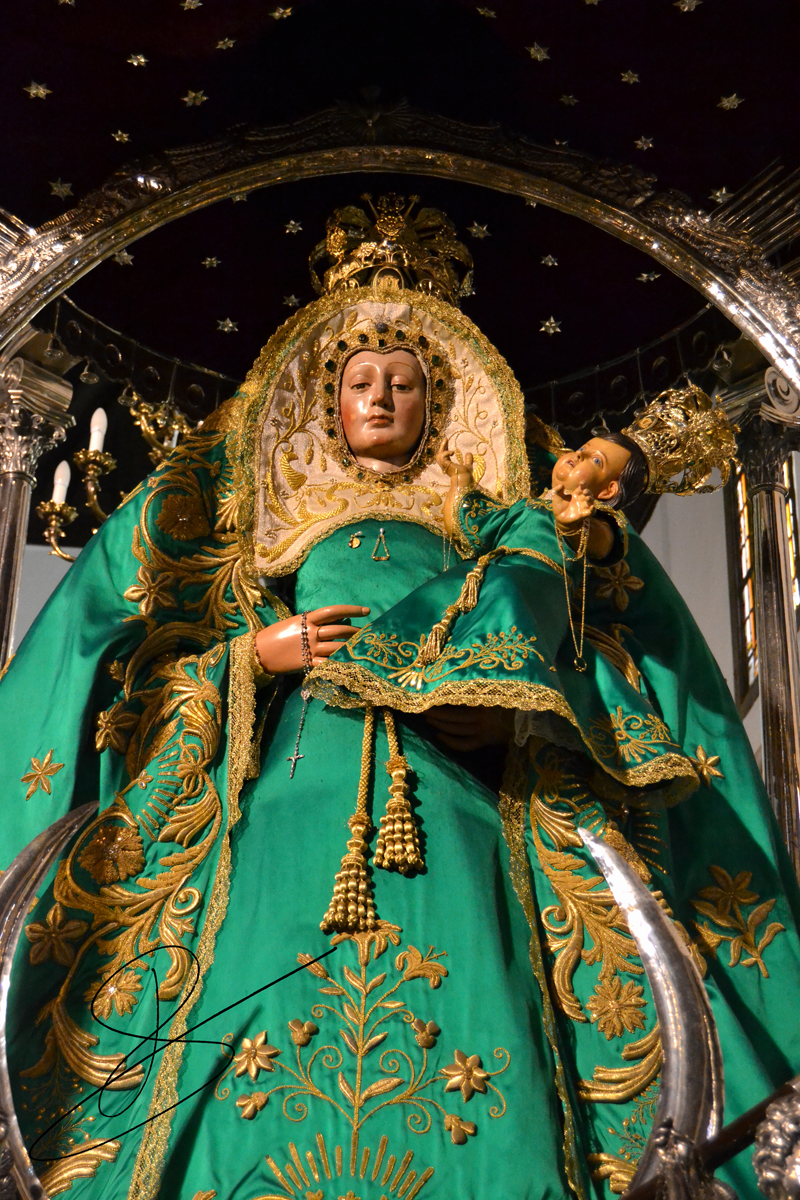
La Virgen de Guía en la Fiesta de las Marías.

Se trata de una festividad conmemorativa a la Virgen de Guía, festejada el tercer domingo de septiembre, en la cual, los vecinos del municipio de Santa María de Guía, y los municipios colindantes de Gáldar y Moya, conmemoran y recuerdan el tan ansiado milagro realizado por Nuestra Señora de Guía en 1811. Los documentos oficiales que recogen tal rogativa cuentan lo siguiente:

"Hace casi dos siglos ya, pues sucedió en el año 1811, los vecinos de los Altos, del Barranco del Pinar, de Piedra de Molino, de Junquillo y Verdejo, Palmitales, Calabozo y Paso, Caideros de San José, Saucillo y Lucena, ofrecieron esta fiesta votiva a la Virgen de Santa María de Guía, en franco agradecimiento al milagro patente por haber salvado sus tierras y cosechas del azote de la cigarra que habría de hundirlos en la miseria y en la más negra desesperación. Este voto se hizo en la Montaña de Vergara, de rodillas, llorando ante el desastre inminente. Todos se postraron a la vista de las torres del Santuario de la Virgen, con los ojos clavados en una esperanza que sólo la Fe les hacía tangible. Y la Virgen les oyó. De allí a pocos instantes, vieron unas nubes que subían barranco arriba desde el mar y que al llegar sobre las tierras que gemían bajo el castigo de la plaga, descargó en lluvia torrencial arrasando en pocos momentos la cigarra y alejando en forma tan milagrosa la devastación y la ruina que se cernía sobre sus heredades y sobre toda aquella comarca. 

Allí mismo, encima de la tierra redimida del castigo, ofrecieron los más viejos – en sus nombres y en los de todos los que de sus sangres de allí en adelante le sucedieren,- llevar cada año a la Santísima Virgen de Guía la ofrenda de sus terrazgos y el fruto de sus trabajos y afanes. 

Desde entonces, cada año, se ha venido celebrando ininterrumpidamente esta fiesta, una de las más hermosas y profundamente populares que en nuestra tierra ofrece la tradición y la Fe. Las generaciones actuales quieren incrementar esos sentimientos de gratitud y devoción a la Santísima Virgen y, en este año, a través del tiempo, se harán presentes con fuerza nueva todos los descendientes de aquellos que hace ya casi doscientos años, ofrecieron a la Virgen este homenaje eterno en unión del pueblo de Guía, en la realización del voto aquél, voto que está hecho de Fe, de Esperanza y de Amor a Nuestra Patrona la Virgen de Guía. "

Se celebran 4 actos conmemorativos, como promesa a la Virgen por su voto de favor.
Se realiza una rama multitudinaria, venida desde Montaña de Vergara hasta el Templo Mariano. El domingo de las Marías, se ofrece una misa canaria y a continuación la procesión de la sagrada imagen acompañada de los sonidos de los tambores y caracolas; una vez concluida la procesión, la Virgen es puesta en el pórtico del Templo y da comienzo la Romería-Ofrenda.

## Coronación Canónica

### Razones históricas
Como consecuencia de la visita realizada a Santa María de Guía del Cardenal José Rosalío Castillo Lara en la década de los 80, el purpurado sugirió entonces, al conocer la rica historia de la imagen mariana, la idea de pedir a Roma su Coronación Canónica al entender que reunía todas las circunstancias propias.
En el mes de mayo de 1989, un grupo de vecinos pidió al cronista del municipio una breve relación historiada del arraigo de la veneración que la Virgen de Guía ha tenido ente sus feligreses y que se transformó en una devoción cinco veces centenaria a partir del nacimiento de su advocación mariana. La relación-petición fue dirigida al entonces Obispo de la Diócesis, Ramón Echarren Ystúriz, quien de forma harto elegante fue dando largas al tema hasta concluir los vecinos que no se inclinaba por la idea.
Concluida la Fiesta de Las Marías del año 2010, la prensa regional se hacía eco y se pronunciaba sobre la nueva noticia de que la Virgen de Guía sería coronada canónicamente en el mes de septiembre de 2011 en el marco de las celebraciones del Bicentenario de la Fiesta de Las Marías. No obstante y muy a pesar de los devotos y vecinos, el Obispo de la Diócesis, Monseñor Francisco Cases Andreu, atrasa la fecha a julio de 2012, concediendo a la Parroquia de Santa María de Guía y al municipio un Año Santo Jubilar Mariano con su apertura el 15 de agosto de 2011 y clausura del 15 de agosto de 2012.

### Impulso con el Bicentenario de la Fiesta de Las Marías
En el año 2011, con motivo del Bicentenario de la Fiesta de Las Marías, fue solicitada por tercera vez al Obispado de Canarias y aceptada, la Coronación Canónica de la Virgen de Guía. El 14 de abril de 2012 se realizó la ceremonia de la Acogida de la Virgen, en la cual la Virgen presidió un altar de cultos en el Presbiterio de la Iglesia Matriz de Santa María de Guía y le fue despojada la corona públicamente.
La Coronación Canónica, tuvo lugar el 15 de julio de 2012 en el interior del Templo Matriz de Santa María de Guía. La ceremonia Pontifical fue presidida por el Obispo de Canarias, Monseñor Francisco Cases Andreu, y asistieron como invitados la Corporación Municipal de Santa María de Guía y otros representantes del Gobierno de Canarias y el Cabildo de Gran Canaria.

## Efemérides

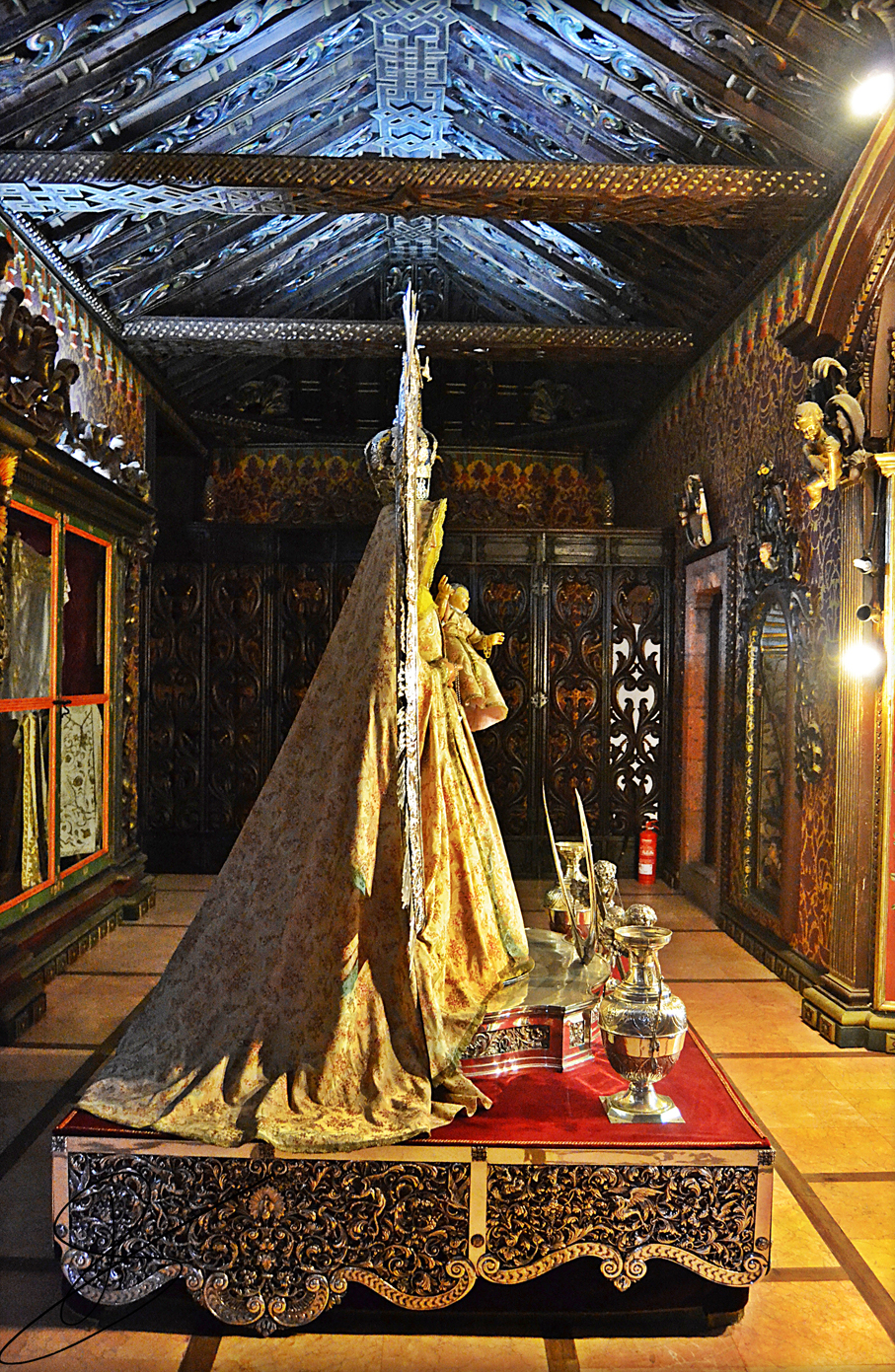
El 29 de mayo de 1972, fue bendecido solemnemente el Camarín de la Virgen de Guía.

- En 1859, se celebró dos veces la Fiesta de Las Marías.
- En años anteriores a 1939, la Virgen de Guía, acudía al barrio de San Roque a recibir La Rama de Las Marías.
- El 15 de agosto de 1955, la Virgen de Guía, estrena el baldaquino de plata. Obsequio del general don José Samsó Henríquez y elaborado por expertos orfebres en Madrid.
- En 1965, se celebra la I Romería Ofrenda a la Virgen de Guía en la Fiesta de Las Marías.
- En 1966, en el proceso de restauración del nuevo camarín, misteriosamente fue incendiado sin producirse grandes daños.
- El 15 de agosto de 1970, la Virgen de Guía estrena el manto verde con espigas y estrellas bordadas en oro. Obsequio de doña Milagros Rodríguez Bolaños de Mauricio y elaborado por las monjas cistercienses de la Villa Mariana de Teror.
- El 21 de mayo de 1972, fue inaugurado el Camarín de la Virgen de Guía, por el Cardenal-Arzobispo de Sevilla, José María Bueno Monreal.
- El 29 de mayo de 1972, fue bendecido solemnemente el Camarín de la Virgen de Guía por el Obispo de Canarias, Monseñor Infantes Florido.
- En 1973, recibe la visita de don Juan Carlos I de España y doña Sofía de Grecia como Príncipes de Asturias, con motivo de un viaje oficial.
- El 27 de julio de 1978, el Ayuntamiento de Santa María de Guía en sesión extraordinaria, acuerdan por unanimidad el nombramiento de la Virgen de Guía como Alcaldesa Mayor Perpetua de Santa María de Guía. Este nuevo nombramiento fue a causa del 500º aniversario de la fundación de la ciudad de Las Palmas de Gran Canaria y dado que también, se cumplían quinientos años, de la primera misa oficiada en La Isleta ante una imagen de la antigua Virgen de Guía (hoy derivada a la Virgen de la Luz, Patrona General del Puerto y Alcaldesa Mayor Perpetua de Las Palmas de Gran Canaria).
- El 15 de agosto de 1978, en Solemne Función religiosa, le es entregado a la imagen el bastón de mando de la ciudad.
- El 7 de agosto de 1988, fue bendecido por el cardenal venezolano José Rosalio Castillo Lara, el nuevo manto de raso ritmo celeste, estrenado el 15 de agosto del mismo año, donado por la familia Ortega por el Año Santo Mariano proclamado por Juan Pablo II.
- El 20 de septiembre de 2009, no realiza la salida procesional en la edición 198.ª de la Fiesta de Las Marías, por las inclemencias meteorológicas, siendo la primera vez que la imagen preside la Romería-Ofrenda bajo el dintel del Templo Matriz.[10]
- El 17 de septiembre de 2010, la Virgen de Guía sorprendentemente se traslada al pórtico del Templo Matriz de manera extraordinaria, para participar en el acto escénico-musical que buscaba evocar el origen de una tradición tan arraigada como es la Fiesta de Las Marías, en "La Cantata de las Cigarras".[11]
- El 15 de agosto de 2011, concluida la Solemne Función Religiosa, se anuncia que la Virgen de Guía será coronada canónicamente en el año 2012.
- El 17 de septiembre de 2011, con motivo del Bicentenario de la Fiesta de Las Marías, la Virgen procesiona de manera extraordinaria hasta el Barrio de San Roque para recibir "La Rama", como hacía en los orígenes de la fiesta votiva, acompañada por la banda de guerra de la Brigada de Infantería Ligera Canarias 50 y vecinos, con bombos, cajas de guerra y tambores.[12]
- El 14 de abril de 2012, la imagen preside el Presbiterio de la Iglesia Matriz de Santa María de Guía con motivo de su "despojo de coronas", abriendo así el período de Coronación Canónica.
- El 15 de julio de 2012, la imagen de la Virgen de Guía es coronada canónicamente por el Obispo de Canarias en la Iglesia Matriz, convirtiéndose en la quinta imagen en recibir tal distinción en la Diócesis de Canarias.[13]
- El 14 de julio de 2013, la Virgen de Guía recorrió las calles del casco histórico en Procesión Extraordinaria con motivo del Año de la Fe, proclamado por Benedicto XVI en el I Aniversario de su Coronación Canónica.[14]
- En 2014, canta, por primera vez, una murga a los pies de la Virgen, al recibir en el templo matriz la Bajada de La Rama, desde entonces Los Chismosos murga hacen todos los años una plegaria en forma de canción.

## Patrimonio Musical
- Eres de Gran Canaria, Estrella y Guía (Javier Rodríguez Mendoza, 2012)

## Himno
Eres de Gran Canaria
Estrella y Guía.
Y en tu honor de La Isleta
en la bahía,
se elevó el Cáliz: Eucaristía;
de "aquel venturoso
y claro Día".
Polar Atlántico,
Virgen de Guía,
de Continentes
Faro y vigía.
Si el rumbo pierdo
-quizá algún día-
guía hacia el Cielo
a esta alma mía,
que hoy te implora:
¡Ave María!